# Mount Dungarvan
Mount Dungarvan är ett berg i Kanada.   Det ligger i provinsen Alberta, i den södra delen av landet, 2 900 km väster om huvudstaden Ottawa. Toppen på Mount Dungarvan är 2 545 meter över havet, eller 8 meter över den omgivande terrängen. Bredden vid basen är 0,12 km.
Terrängen runt Mount Dungarvan är kuperad åt nordost, men åt sydväst är den bergig. Trakten runt Mount Dungarvan är nära nog obefolkad, med mindre än två invånare per kvadratkilometer.. Det finns inga samhällen i närheten.
I omgivningarna runt Mount Dungarvan växer i huvudsak barrskog.